# 米帝 (攻殻機動隊)
米帝（べいてい）は、士郎正宗の漫画『攻殻機動隊』『アップルシード』および、神山健治によるアニメ『攻殻機動隊S.A.C.』シリーズに登場する架空の国家。3つに分裂したアメリカの1つで右翼的な軍事国家である。実在するアメリカ合衆国を指して使う「米帝」とは意味合いが異なる。劇中では、『攻殻機動隊 S.A.C. 2nd GIG』第16話で国章に Imperial Americana と表記されている。
『攻殻S.A.C.』では、第四次非核大戦後、アメリカ合衆国はアメリカ合衆国（右図紺色）、米帝（右図赤色）、米露連合（右図水色、アメリカ東海岸と西海岸を支配するリベラルなアメリカ合衆国とロシア連邦の連合国家、原作では米ソ連合）に分裂している。米帝と米露連合（米ソ連合）は対立関係にある。
米帝は現在のアメリカ合衆国南部地域を国土とし、軍需産業や保守派によって構成されている。現在のアメリカよりも露骨に軍事力を誇示し、覇権主義の傾向がある。
日本は米帝との間で日米安全保障条約を継続しており、米帝の同盟国であるが、技術立国を標榜する日本は、特許や宇宙開発で利益を上げている米露連合との関係も重視している。
アメリカ中央情報局（CIA）やアメリカ国家偵察局（NRO）、アメリカ国家安全保障局（NSA）は米帝に属しており、日本の自衛軍や内閣情報庁とも独自のパイプを持っている。
軍需産業に頼ってきたためか経済は破綻状態にあり、『2nd GIG』では日本の茅葺政権が要求してきた日本主導の新日米安保締結にも、米帝の軍事的・経済的負担軽減の観点から応じる姿勢を見せている。